# 1. divisjon 2015
La 1. divisjon 2015, nota anche come OBOS-ligaen 2015 per ragioni di sponsorizzazione, è stata la 67ª edizione del secondo livello del campionato norvegese di calcio. La stagione è iniziata il 6 aprile e si è conclusa il 25 novembre 2015 con gli spareggi promozione-retrocessione.
Il Sogndal e il Brann sono stati promossi in Eliteserien dopo un solo anno di assenza. La classifica marcatori è stata vinta da Pontus Engblom, calciatore del Sandnes Ulf, e da Robert Stene, calciatore del Ranheim, autori di 17 reti ciascuno. Il Follo, il Nest-Sotra, il Bærum e l'Hønefoss sono stati retrocessi in 2. divisjon.

## Stagione

### Novità
Dalla 1. divisjon 2014 sono stati promossi in Eliteserien 2014 il Sandefjord, primo classificato, il Tromsø, secondo classificato, e il Mjøndalen, vincitore dei playoff. Dalla Eliteserien 2014 sono stati retrocessi il Sogndal, il Sandnes Ulf e il Brann, perdente dei playoff.

L'Alta, il Tromsdalen, l'Ullensaker/Kisa e l'HamKam, classificatisi agli ultimi quattro posti, sono stati retrocessi in 2. divisjon 2015. Dalla 2. divisjon 2014 sono stati promossi il Follo, il Jerv, il Levanger e l'Åsane.

### Formula
Le 16 squadre partecipanti si affrontano in un girone di andata e ritorno, per un totale di 30 giornate.

Le prime due classificate del campionato sono promosse in Eliteserien.

Le squadre classificatesi dal terzo al sesto partecipano ai playoff promozione. La vincente sfida la terzultima classificata dell'Eliteserien per un posto in massima serie.

Le ultime quattro classificate sono retrocesse direttamente in 2. divisjon.

## Squadre partecipanti
| Club            | Stagione | Città        | Stadio              | Stagione precedente              |
| --------------- | -------- | ------------ | ------------------- | -------------------------------- |
| Brann           | dettagli | Bergen       | Brann Stadion       | 14º posto in Eliteserien         |
| Bryne           | dettagli | Bryne        | Bryne Stadion       | 9º posto                         |
| Bærum           | dettagli | Sandvika     | Sandvika Stadion    | 5º posto                         |
| Follo           | dettagli | Ski          | Ski Stadion         | 1º posto in 2. divisjon gruppo 4 |
| Fredrikstad     | dettagli | Fredrikstad  | Fredrikstad Stadion | 10º posto                        |
| Hødd            | dettagli | Ulstein      | Høddvoll Stadion    | 8º posto                         |
| Hønefoss        | dettagli | Hønefoss     | Aka Arena           | 11º posto                        |
| Jerv            | dettagli | Grimstad     | Levermyr            | 1º posto in 2. divisjon gruppo 1 |
| Kristiansund BK | dettagli | Kristiansund | Atlanten Stadion    | 9º posto                         |
| Levanger        | dettagli | Levanger     | Moan Fritidspark    | 1º posto in 2. divisjon gruppo 2 |
| Nest-Sotra      | dettagli | Sotra        | Ågotnes Stadion     | 12º posto                        |
| Ranheim         | dettagli | Trondheim    | DNB Arena           | 7º posto                         |
| Sandnes Ulf     | dettagli | Sandnes      | Sandnes Idrettspark | 16º posto in Eliteserien         |
| Sogndal         | dettagli | Sogndal      | Fosshaugane Campus  | 15º posto in Eliteserien         |
| Strømmen        | dettagli | Strømmen     | Strømmen Stadion    | 10º posto                        |
| Åsane           | dettagli | Åsane        | Åsane Idrettspark   | 1º posto in 2. divisjon gruppo 3 |

## Classifica finale
|  | Pos. | Squadra         | Pt | G  | V  | N  | P  | GF | GS | DR  |
|  | ---- | --------------- | -- | -- | -- | -- | -- | -- | -- | --- |
|  | 1.   | Sogndal         | 62 | 30 | 18 | 8  | 4  | 59 | 31 | +28 |
|  | 2.   | Brann           | 53 | 30 | 14 | 11 | 5  | 46 | 35 | +11 |
|  | 3.   | Kristiansund BK | 49 | 30 | 14 | 7  | 9  | 37 | 30 | +7  |
|  | 4.   | Hødd            | 48 | 30 | 14 | 6  | 10 | 43 | 40 | +3  |
|  | 5.   | Jerv            | 47 | 30 | 12 | 11 | 7  | 47 | 28 | +19 |
|  | 6.   | Ranheim         | 47 | 30 | 13 | 8  | 9  | 48 | 36 | +12 |
|  | 7.   | Sandnes Ulf     | 47 | 30 | 13 | 8  | 9  | 49 | 40 | +9  |
|  | 8.   | Strømmen        | 37 | 30 | 10 | 7  | 13 | 33 | 39 | -6  |
|  | 9.   | Levanger        | 36 | 30 | 10 | 6  | 14 | 48 | 53 | -5  |
|  | 10.  | Bryne           | 36 | 30 | 10 | 6  | 14 | 43 | 50 | -7  |
|  | 11.  | Åsane           | 35 | 30 | 8  | 11 | 11 | 45 | 46 | -1  |
|  | 12.  | Fredrikstad     | 35 | 30 | 8  | 11 | 11 | 41 | 61 | -20 |
|  | 13.  | Follo           | 33 | 30 | 8  | 9  | 13 | 42 | 43 | -1  |
|  | 14.  | Nest-Sotra      | 31 | 30 | 8  | 7  | 13 | 42 | 51 | -9  |
|  | 15.  | Bærum           | 31 | 30 | 8  | 7  | 15 | 44 | 67 | -23 |
|  | 16.  | Hønefoss        | 28 | 30 | 7  | 7  | 16 | 35 | 52 | -17 |

Legenda:

      Promosse in Eliteserien 2016

 Ammesse ai play-off promozione

      Retrocesse in 2. divisjon 2016

Tre punti a vittoria, uno a pareggio, zero a sconfitta.
La classifica viene stilata secondo i seguenti criteri:
- Punti conquistati
- Differenza reti generale
- Reti totali realizzate
- Punti conquistati negli scontri diretti
- Differenza reti negli scontri diretti
- Reti realizzate in trasferta negli scontri diretti (solo tra due squadre)
- Reti realizzate negli scontri diretti
- Spareggio (solo per decidere promozione, accesso ai playoff e retrocessione)

## Spareggi
|                 | Risultati          |         | Luogo e data                  |  |
| --------------- | ------------------ | ------- | ----------------------------- |  |
| Kristiansund BK | 1 - 0              | Ranheim | Kristiansund, 8 novembre 2015 |  |
| Hødd            | 1 - 1 (5-6 d.t.r.) | Jerv    | Ulsteinvik, 8 novembre 2015   |  |

|                 | Risultati |      | Luogo e data                   |  |
| --------------- | --------- | ---- | ------------------------------ |  |
| Kristiansund BK | 0 - 2     | Jerv | Kristiansund, 15 novembre 2015 |  |

## Statistiche

### Classifica marcatori
| Gol |  |  | Giocatore                | Squadra     |
| --- |  |  | ------------------------ | ----------- |
| 17  |  |  | Pontus Engblom           | Sandnes Ulf |
| 17  |  |  | Robert Stene             | Ranheim     |
| 16  |  |  | Kristian Opseth          | Sogndal     |
| 15  |  |  | Ohi Omoijuanfo           | Jerv        |
| 14  |  |  | Bendik Bye               | Levanger    |
| 13  |  |  | Steffen Lie Skålevik     | Nest-Sotra  |
| 13  |  |  | Mahatma Otoo             | Sogndal     |
| 13  |  |  | Martin Ramsland          | Strømmen    |
| 12  |  |  | Oddbjørn Skartun         | Bryne       |
| 12  |  |  | Alexander Ruud Tveter    | Follo       |
| 11  |  |  | Henrik Kjelsrud Johansen | Fredrikstad |
| 11  |  |  | Eirik Ulland Andersen    | Hødd        |
| 10  |  |  | Alexander Lind           | Jerv        |
| 9   |  |  | Riki Tomas Alba          | Bærum       |
| 9   |  |  | Kevin Beugré             | Hønefoss    |
| 9   |  |  | Mads Reginiussen         | Ranheim     |
| 9   |  |  | Benjamin Stokke          | Levanger    |

## Verdetti finali
- Sogndal e Brann promossi in Eliteserien.
- Hønefoss, Bærum, Nest-Sotra e Follo retrocessi in 2. Divisjon.